# Linyphia rita
Espèce
Linyphia rita est une espèce d'araignées aranéomorphes de la famille des Linyphiidae.

## Distribution
Cette espèce est endémique d'Arizona aux États-Unis,. Elle se rencontre dans les monts Santa Rita.

## Description
La femelle holotype mesure 4,00 mm et le mâle paratype 3,55 mm.

## Étymologie
Son nom d'espèce lui a été donné en référence au lieu de sa découverte, les monts Santa Rita.

## Publication originale
- Gertsch, 1951 : New American linyphiid spiders. American Museum novitates, no 1514, p. 1-11 (texte intégral)